# Bilenke, Skadovsk
Bilenke (în ucraineană Біленьке) este un sat în comuna Mîhailivka din raionul Skadovsk, regiunea Herson, Ucraina.

## Demografie
Componența lingvistică a localității Bilenke
     Ucraineană (93,48%)
     Rusă (6,52%)
Conform recensământului din 2001, majoritatea populației localității Bilenke era vorbitoare de ucraineană (93,48%), existând în minoritate și vorbitori de rusă (6,52%).